# Šport u 1922.
◄◄ | ◄ | 1919. | 1920. | 1921. | 1922.  | 1923. | 1924. | 1925. | ► | ►►
Arhitektura • Astronomija • Biologija • Film • Fotografija • Glazba • Kazalište • Kemija • Kiparstvo • Knjige • Književnost • Kršćanstvo • Meteorologija • Medicina • Planinarstvo • Politika • Pravo • Promet • Slikarstvo • Strip • Šport • Televizija • Znanost • Zrakoplovstvo • Željeznički promet
Šport u 1922.

## Svijet

### Osnivanja
- FK Velež Mostar, bosanskohercegovački nogometni klub
- Lech Poznań, poljski nogometni klub
- FK Spartak Moskva, ruski nogometni klub
- U.S. Sassuolo Calcio, talijanski nogometni klub

## Vanjske poveznice
|  | Zajednički poslužitelj ima još gradiva o temi Šport u 1922. |